# Senecio pinnatipartitus
Senecio pinnatipartitus là một loài thực vật có hoa trong họ Cúc. Loài này được Sch.Bip. ex Oliv. miêu tả khoa học đầu tiên năm 1877.